# Estación Pehuelches
Pehuelches era una estación ferroviaria ubicada en las áreas rurales del Partido de Trenque Lauquen, Provincia de Buenos Aires, Argentina.

## Ubicación
La estación se encuentra a 520 km de la Ciudad Autónoma de Buenos Aires.

## Servicios
No presta servicios de pasajeros ni de cargas. Sus vías se encuentran sin uso y en estado de abandono.